# Alterf
Alterf (arab. „der Blick“) ist der Eigenname des Sterns λ Leonis (Lambda Leonis). Alterf gehört der Spektralklasse K5 an und besitzt eine scheinbare Helligkeit von +4,3 mag. Alterf ist nach der Messung von Hipparcos ca. 336 Lichtjahre von der Erde entfernt, gemäß Gaia DR2 etwa 310 Lichtjahre.